# Spanngurt

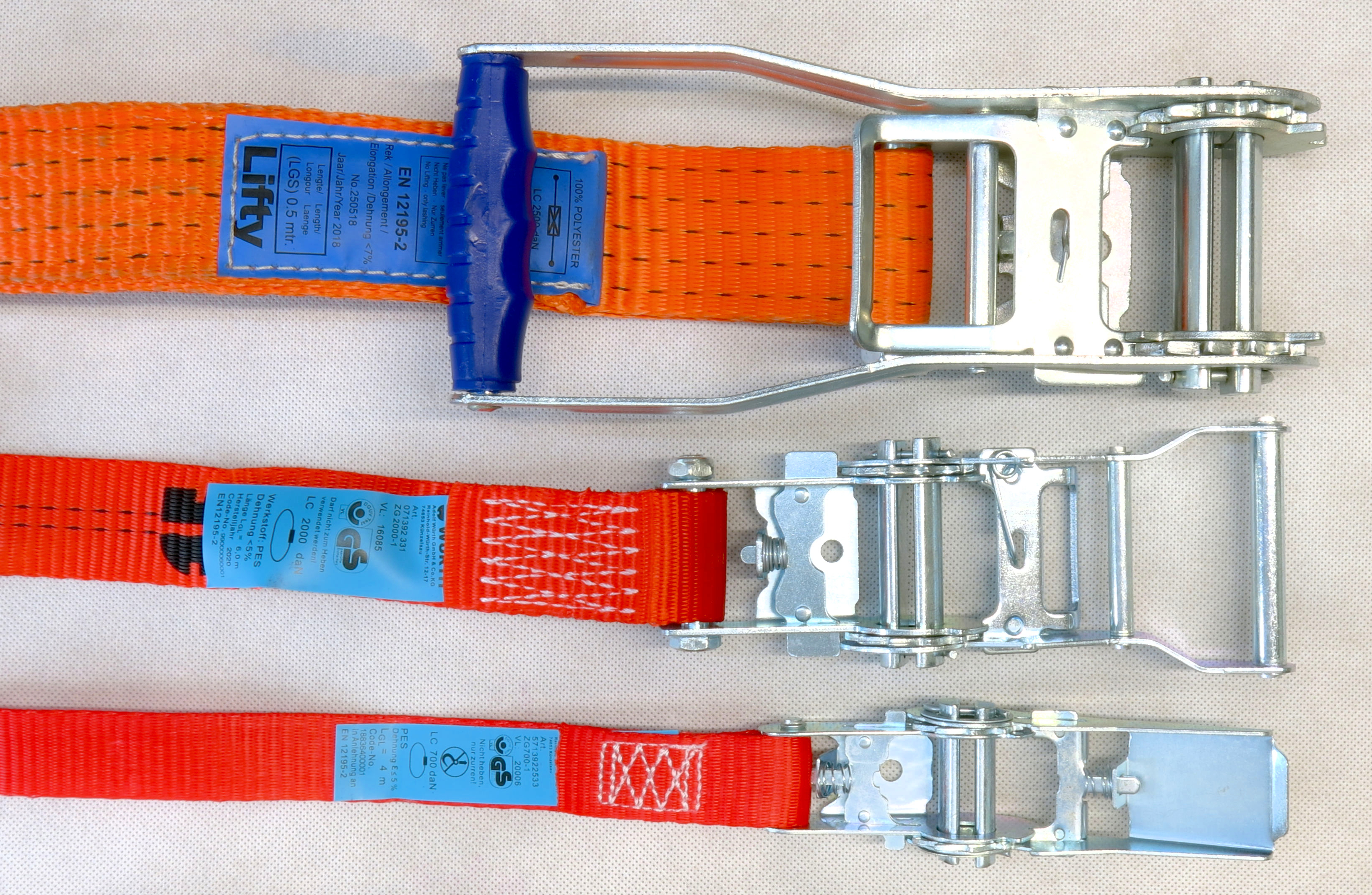
Spanngurte mit Kurzhebelratschen

Spanngurte (auch Zurrgurt, schweiz. Spannset) sind gewebte Gurtbänder mit einem Verschluss zum Befestigen und Festzurren von Gegenständen. Spanngurte bestehen überwiegend aus Polypropylen, Polyester und Polyamid. Die Anforderungen an Zurrgurte sind in der europäischen Norm DIN EN 12195-2:2001-02 geregelt.
Wie bei Knoten können bei Zurrgurten Los- und Festende unterschieden werden. 

Einteilige Spanngurte werden um die zu verspannenden Gegenstände geschlungen und das lose Ende wird durch die Ratsche oder Spannklemme gezogen, die sich am anderen Ende des Gurts (dem Festende) befindet. 

Zweiteilige Spanngurte sind zusätzlich mit jeweils einem Haken am Ende ausgestattet, mit dem sie sich beispielsweise in der Ladefläche eines LKW verankern lassen, um die Ladung abzuspannen.

## Material

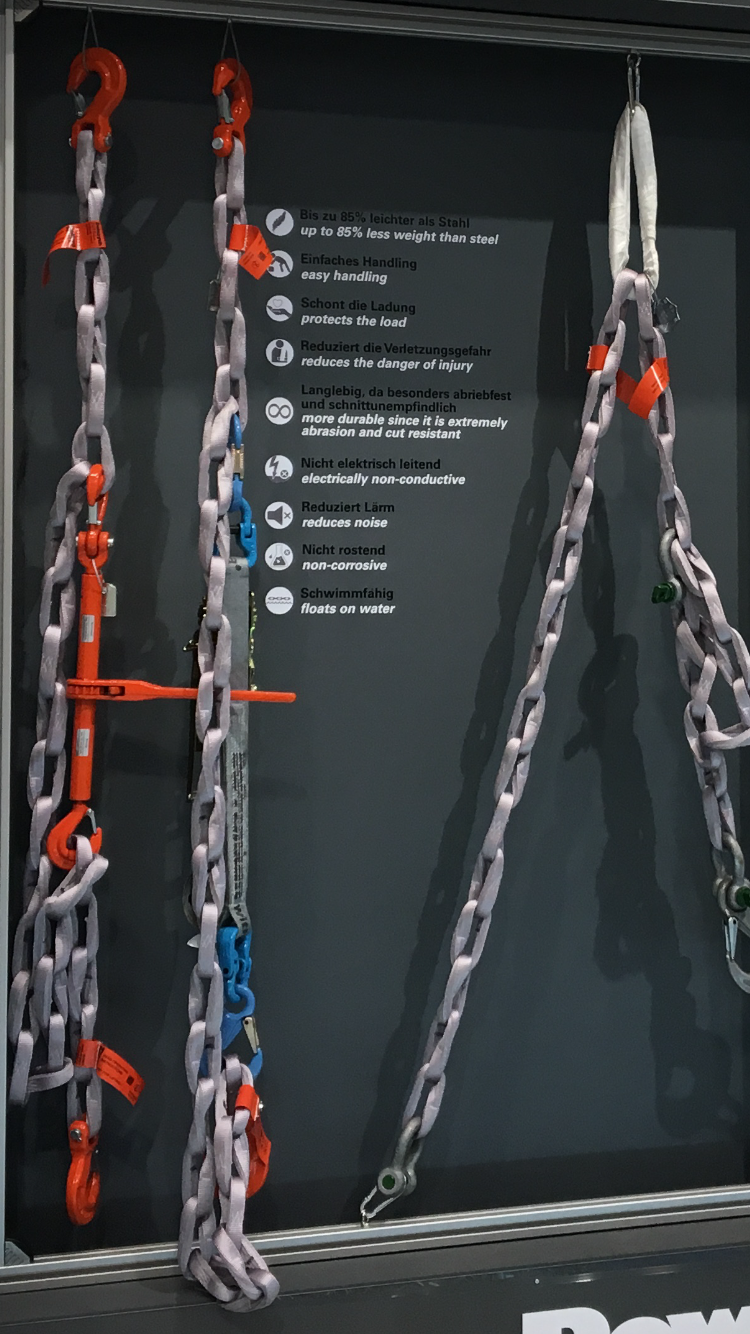
Eine Zurrkette aus textiler Dyneema-Faser kann wie ein Spanngurt eingesetzt werden. (Das abgebildete rote Spannschloss wird allerdings vorteilhafter mit Ketten aus Stahl eingesetzt, die sich beim Anspannen weniger leicht verdrehen.)

Das Gurtband hochwertiger Spanngurte wird zu 97 % aus Polyester hergestellt. Ansonsten sind die Gurte aus Polyamid oder Polypropylen produziert. Diese drei Garne sind in der DIN EN 12195-2 definiert und werden durch die Farbe des Etiketts gekennzeichnet:
- Polyester – blau
- Polyamid – grün
- Polypropylen – braun

Gurtbänder für spezielle Zwecke werden auch aus Polyamid (Nylon) sowie aus ultrahochmolekularem Polyethylen gefertigt. Viele Hersteller verwenden ein neutrales weißes Etikett.
Neben der Art des Werkstoffs müssen Spanngurte mit Prüfmerkmalen wie Prüfnorm und Reißfestigkeit (Bruchlast) gegebenenfalls gekennzeichnet sein. 
Um die Dehnung im Gebrauch zu verringern, werden die Gurte vorgereckt. Um die Oberfläche zu verdichten und die Gurte widerstandsfähiger gegen Verschmutzung zu machen, werden sie imprägniert. Standardgurte werden in den Breiten 25, 35, 50 und 75 mm hergestellt, mit Reißfestigkeiten zwischen 250 und 10.000 daN (1 Dekanewton = 10 Newton).
Die Bänder werden in der Regel durch Abschmelzen abgelängt, um nicht aufzufasern – meist quer, seltener schräg.
Rucksackriemen, insbesondere die zum Verstellen der Schulterriemen, sind am Ende meist umgeschlagen und einmal quer vernäht, so dass das verstärkte Ende ein Herausschlüpfen des Gurts aus der Schnalle verhindert.

## Verwendung
Für Ladungssicherungsgurte im Transportwesen bestehen gesetzliche Vorschriften und Normen.
Im Freizeitbereich werden Spanngurte zum Verschließen von Taschen und Rucksäcken und zum Festzurren von Gegenständen verwendet.
Als Packriemen oder -bänder, umgangssprachlich auch Rödel- oder Zurrbänder, wurden bis Mitte des 20. Jahrhunderts gelochte Lederriemen und gelochte und genietete Baumwollriemen mit Gürtelschnalle eingesetzt sowie auch Lederriemen oder Baumwollriemen ohne Lochung mit Klemmvorrichtungen aus Metall.
Schnallenverschlüsse ohne bewegliche Teile werden vom Band so umschlungen, dass zwei Abschnitte des Bands gegenläufig aneinander vorbei gleiten. Während das Spannen des Bandes in eine Richtung möglich ist, sorgt beim Loslassen des Band-Endes der Zug am Band selbsttätig dafür, dass die zwei Bandabschnitte aufeinander gepresst werden und die Reibung ein Lösen des Bandes zuverlässig verhindert.
Klemmverschlüsse mit beweglichen Teilen gibt es in drei Formen: den Doppelring-Verschluss, Press-Klemm-Schnallen und Gleiter mit oder ohne Zacken.
Grundproblem der Gleiter-Verschlüsse ist das Verklemmen unter Last. Press-Klemm-Schnallen können sich versehentlich lösen, wenn sie an einem Ast oder Ähnlichem hängen bleiben. Doppelring-Verschlusses wiederum können durchrutschen, wenn das Band aus glatten Fasern besteht.
Die Entwicklung von Anpresselementen, die durch kleine Schraubenfedern angedrückt werden, hat heute die genannten Vorgänger fast verdrängt. Am Anfang wurde der gezackte Gleiter nachgeahmt, und es wurde Wert auf die Unverlierbarkeit gelegt. Die Fortentwicklung der Aluminium- und Zink-Druckgussverfahren in den 1960er Jahren ermöglichte die Entwicklung des heute noch bekannten Klemmverschlusses, der sich aufgrund einfacher Handhabung und Unverlierbarkeit sowie einem noch rationelleren Fertigungsprozess im Vergleich zu den Stahlpressteilen durchsetzte.

## Verschlüsse

### Klemmschloss

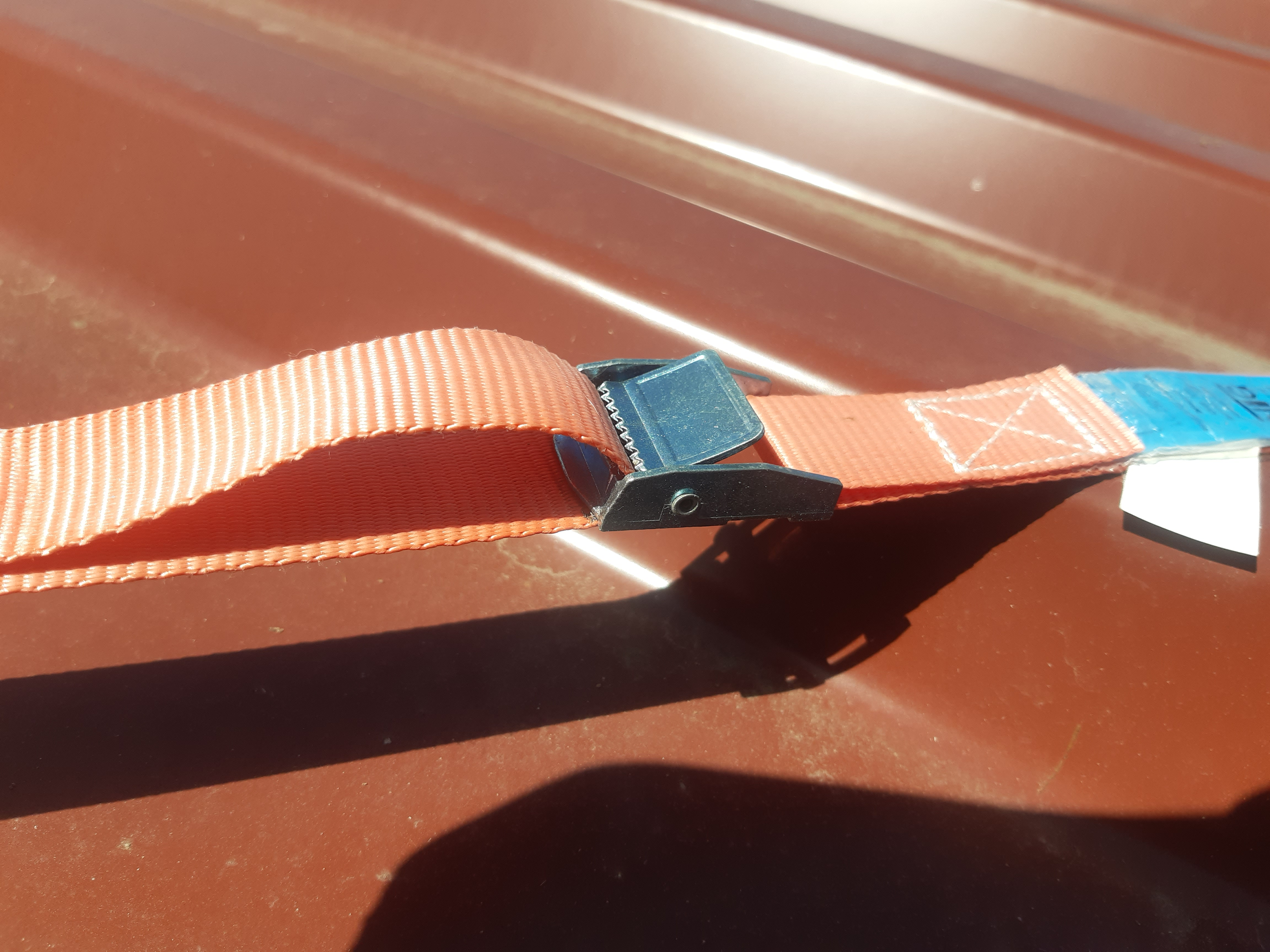
Spanngurt mit Klemmverschluss

Spanngurte werden mit einem Klemmschloss aus Metallguss oder geformtem Stahlblech verschlossen. Der Verschluss besteht aus einem Umlenksteg und einer gerändelten Klemmbacke, die durch eine Feder zum Steg bewegt wird. In eine Richtung lässt sich das Gurtband durchziehen, in die andere wird es durch die Klemmbacke blockiert (Selbsthemmung). Oberflächenrauigkeit und Anstellwinkel der Klemmbacke zum Steg sind entscheidend dafür, dass das Klemmschloss auch unter Last gelöst werden kann.

### Ratsche

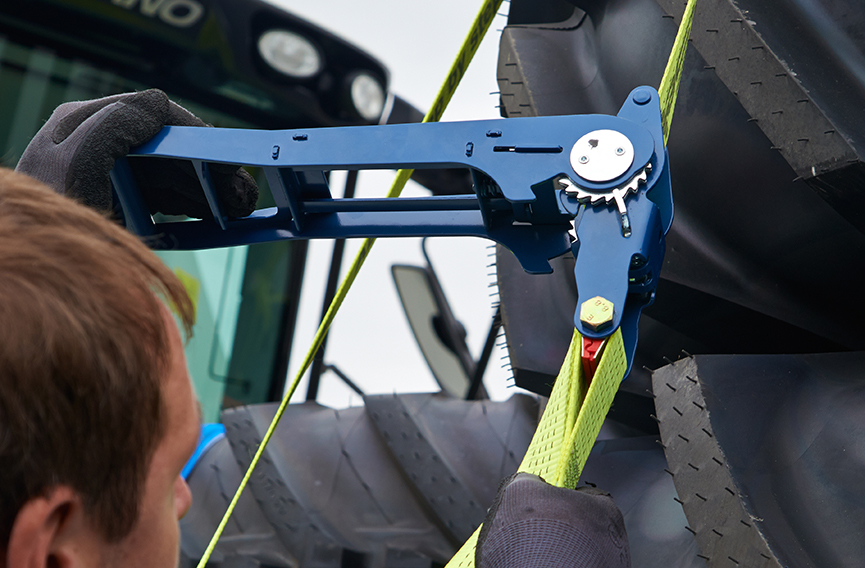
Für diesen Anwendungsfall ergonomisch günstiger Spanngurt mit Langhebelratsche (Zugratsche)

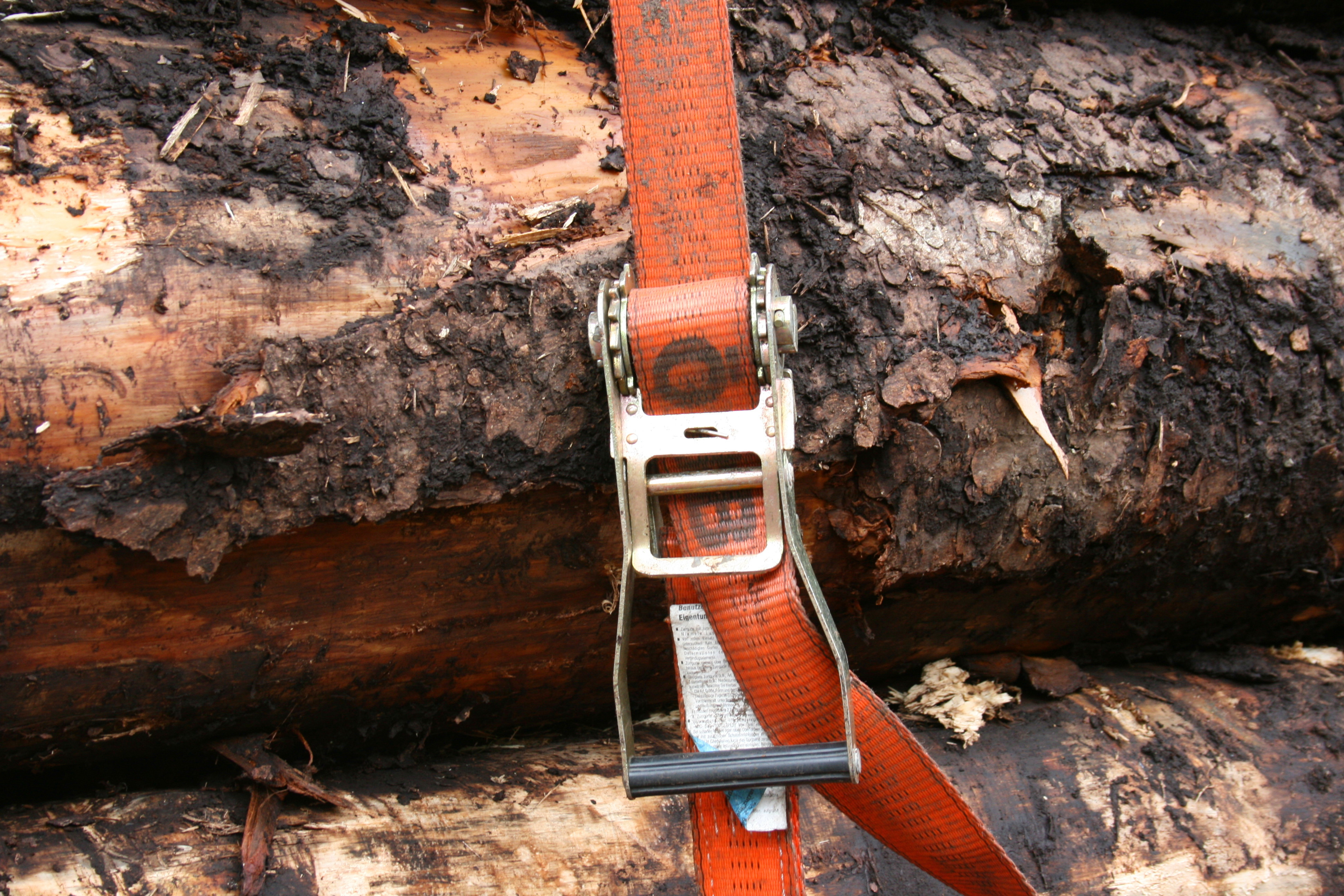
Spanngurt mit Kurzhebelratsche (Druckratsche)

Die Ratsche ist ein Spannelement mit einem Freilauf, der ein Sperrrad und zwei Sperrklinken hat. Um einen gespannten Spanngurt zu lösen, werden beide Sperrklinken vom Sperrrad weggedrückt. Die Spannkraft wird durch einen Hebel erzeugt. Das aufgewickelte Gurtband ist selbsthemmend. 
Mit Ratschen in normaler Ausführung können Spannkräfte bis 500 daN erzeugt werden. Sonderausführungen sind bereits für Vorspannkräfte bis 1000 daN verfügbar. Hochwertige Ratschen sind aus Edelstahl oder voll verzinkt. In der professionellen Ladungssicherung (Lkw) werden drei Arten unterschieden: die Langhebelratsche, die Kurzhebelratsche und die Schwerlastratsche. Darüber hinaus werden die Ratschen in drei Gruppen aufgeteilt, bei welcher die Richtung angegeben wird, in welcher der Kraftaufwand stattfindet, um die Vorspannkraft zu erzeugen: die Zugratsche, die Stoßratsche und die Multiratsche für Stoß und Zug. Bei manchen hochwertigen Ratschen lässt sich nach dem Spannen der Hebel von der Ratsche abnehmen.

### Endbeschlag

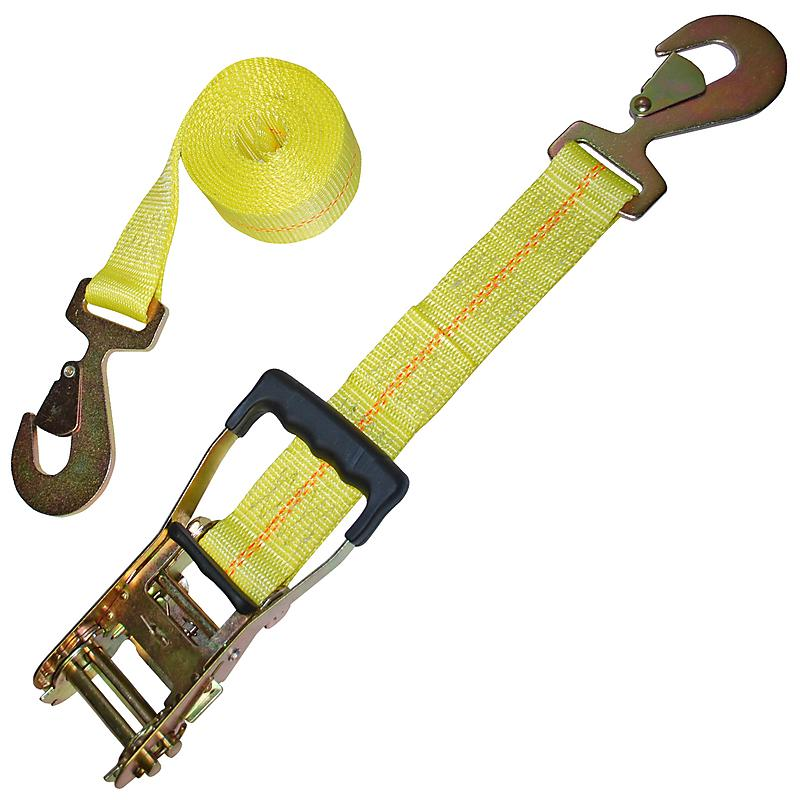
Spanngurt mit Karabinerhaken

Je nach Anwendungsbereich werden Spanngurte ohne oder mit verschiedenen Endbeschlägen ausgestattet. Verbreitet sind Spitzhaken, Spitzhaken mit Verschluss, Triangel (Bügel, Öse), Triangelhaken, Klauenhaken, Rahmenhaken, Flachhaken.

## Sicherheitsnormen

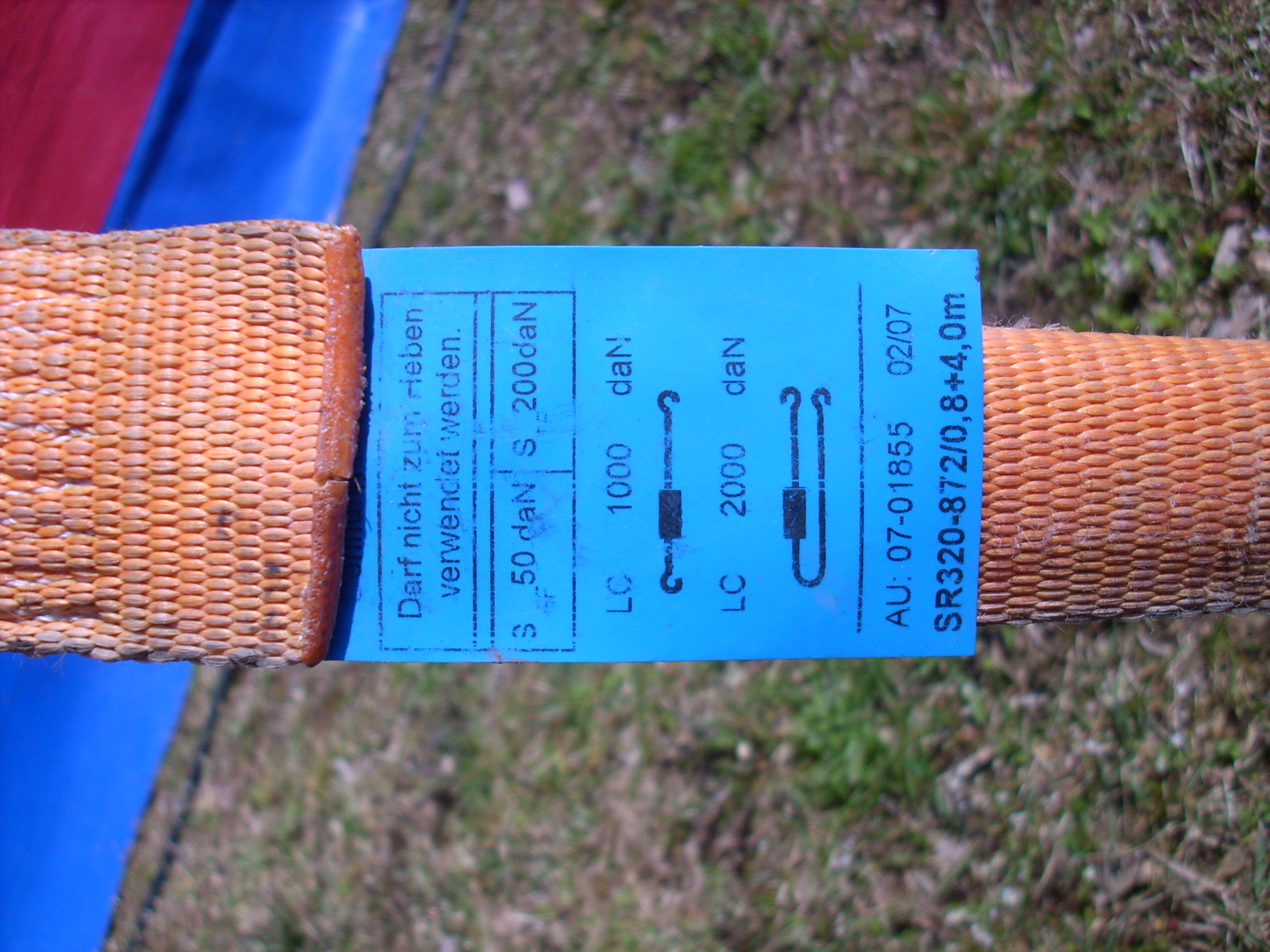
Blaues Prüfschild

Industriell eingesetzte Spanngurte werden je nach Anwendungsbereich nach den Normen DIN 60060, VDI 2701 und/oder EN 12195-2 geprüft. Die zulässigen Bruchlasten sind auf einem eingenähten blauen Prüfschild aufgedruckt. Spanngurte sind (wie Hebezeug) regelmäßig zu prüfen. Spanngurte sind vor jedem Gebrauch auf Beschädigung zu kontrollieren und bei Mängeln umgehend zu ersetzen. Gurte mit fehlendem Prüfschild dürfen nicht mehr verwendet werden. Für das Zurren von scharfkantigen Gegenständen (beispielsweise Blechen) ist ein Kantenschutz vorgeschrieben, der verhindert, dass dabei Fasern durchtrennt werden.
Das Prüfschild im Bild rechts gibt Auskunft über:
- Prüfzertifikat
- SHF = 50 daN  = Standard Hand Force (Handspann-/Handzugkraft) – der Hebel darf maximal mit dieser Kraft gezogen werden.
- STF =  200 daN = Standard Tension Force (Vorspannkraft) – maximale Gurtspannung oder: „Die verbleibende Kraft, nachdem der Griff eines Spannelementes mit 50 daN angezogen und danach losgelassen wurde.“
- LC = 1000 daN = Lashing Capacity ((Zulässige) Zugkraft) – Gurt einfach
- AU:07-01855 – Prüfnummer; 02/07 – Prüfdatum
- SR320-872 – Typ-Nummer; 0,8+4,0m – Gurtlänge.

### Straßenverkehrsordnung
Auszug aus § 22 der deutschen Straßenverkehrs-Ordnung (StVO):
Ein Verkehrsunfall aufgrund mangelhaft gesicherter Ladung hat folgende Konsequenzen:
- wenn lediglich Sachschaden verursacht wurde: Verkehrsordnungswidrigkeitenanzeige mit Bußgeld und Punkten in Flensburg.
- wenn Personen verletzt oder getötet wurden: Strafanzeige mit Geld- oder Freiheitsstrafe.